# Mopti (stad)
Mopti is een stad (commune urbaine) en gemeente (commune) in oostelijk Mali. Het is de hoofdstad van de regio Mopti.
De stad is gelegen aan de rivier Bani. Dit is een zijrivier van de Niger. Door de ligging dicht aan de rivier, was het in het verleden voornamelijk een vissersdorp. Mopti wordt daarom ook wel het Venetië van West-Afrika genoemd. De stad is geëvolueerd tot het commerciële centrum van Mali dat het tegenwoordig is.
De stad is sinds 1964 de zetel van het rooms-katholieke bisdom Mopti.
De Grote Moskee van Mopti is op 19 maart 2009 toegevoegd aan de voorlopige lijst van UNESCO-werelderfgoed in de categorie Cultuur.

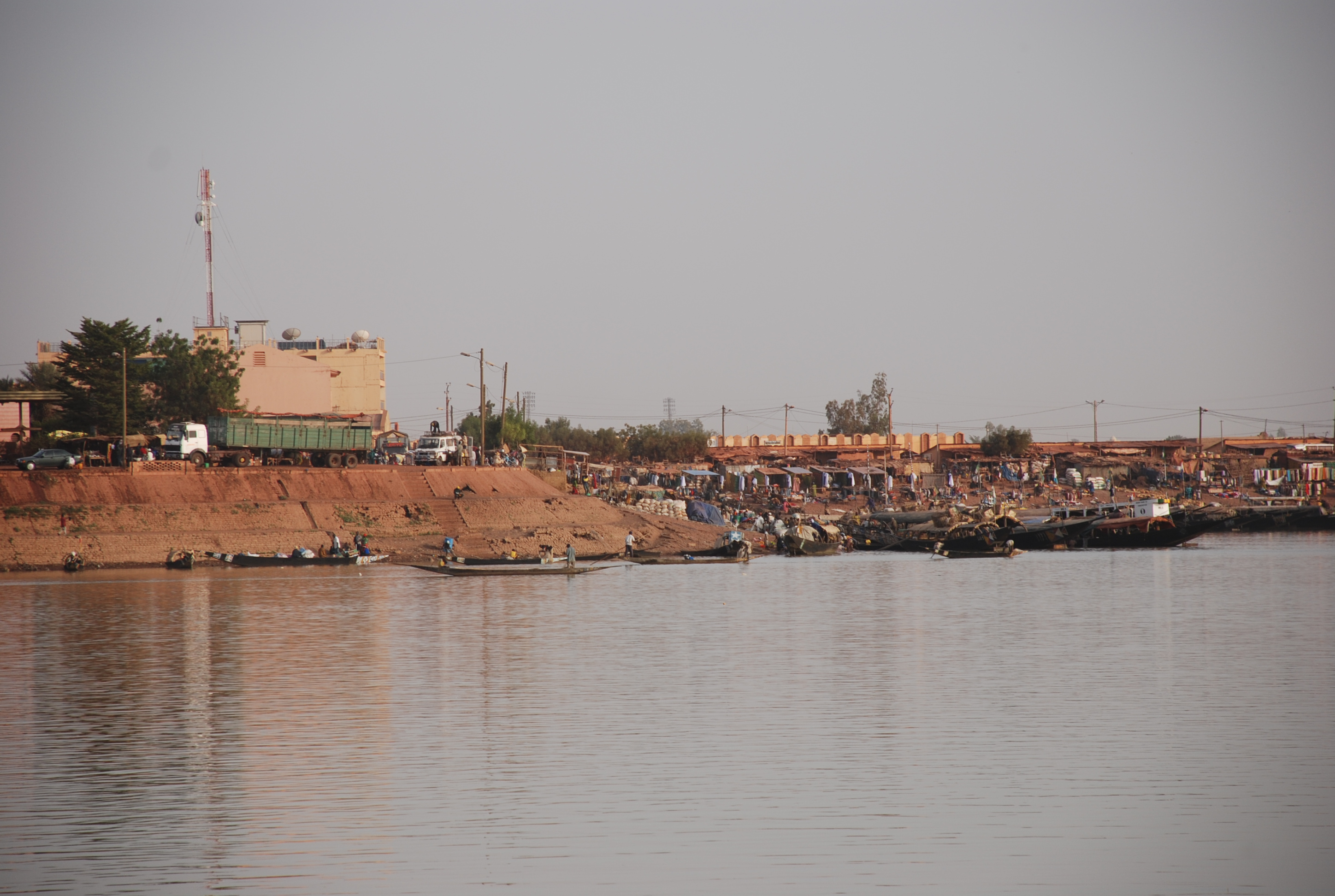
Mopti
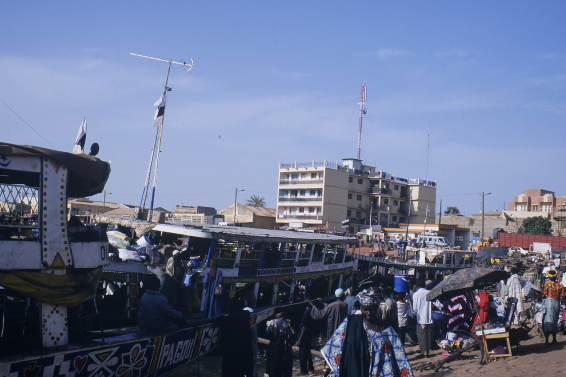
Haven van Mopti
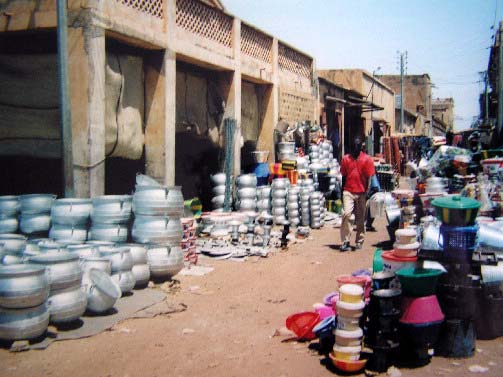
Straat in Mopti

## Geboren
- Amadou Toumani Touré (1948-2020), president van Mali (1991-1992, 2002-2012)